# SciTech
SciTech è una rivista scientifica on-line che pubblica articoli di fisica, biologia, chimica, tecnologia e relativi allo spazio.

## Storia
Fondata nel 1998 dalla scrittrice neozelandese Vicki Hyde, nel 2002 SciTech è stata nominata alle finali dei Webby Award nella categoria scientifica.
A seguito di un passaggio di proprietà nel 2011, il sito fu sottoposto ad una radicale operazione di restyling.
A maggio del 2022, si stima che SciTech abbia 8,7 milioni di lettori mensili e che sia uno dei primi 30 siti Web di scienza e istruzione più trafficati al mondo.